# تیپ ۴ پیاده مکانیزه (ترکیه)
تیپ ۴ پیاده مکانیزه ترکیه (انگلیسی: 4th Mechanised Infantry Brigade) تیپ پیاده‌نظام مکانیزه نیروی زمینی ترکیه است، که در خلال جنگ جهانی دوم تأسیس شد و هم‌اکنون وظیفه مرزبانی از مرز یونان و ترکیه را برعهده دارد.
تیپ ۴ پیاده یک تیپ از ارتش ترکیه مستقر در منطقه مرمره در شهر کشان در استان ادیرنه است. این تیپ بخشی از سپاه دوم ارتش است که در گلیبولو در استان چناق‌قلعه، در پادگان ژنرال فوزی منگوچ، مستقر است.